# Повернення Шерлока Холмса
«Пове́рнення Ше́рлока Хо́лмса» — збірка детективних оповідань шотландського письменника  Артура Конана Дойла, містить 13 історій, опублікована в 1905 році.

## Історія
Уперше опубліковано 7 березня 1905 року. Оповідання були написані протягом 1903—1904 років.
Це перша збірка після «Спогадів Шерлока Холмса», де в «Останній справі Холмса», головний герой «загинув».

## Розповіді
| №  | Розповідь                            | Оригінальна назва                           | Час подій                                                                                               | Синопсис | Примітки |
| -- | ------------------------------------ | ------------------------------------------- | --- | --- | --- |
| 1  | «Порожній будинок»                   | The Adventure of the Empty House            | 1894, березень-квітень                                                                                  | Повернення Шерлока Холмса. Полковник Себаст'ян Моран — останній зі зграї Моріарті на волі і вирішує помститися Холмсу за «Злочинного Наполеона Лондона».                                              | |
| 2  | «Будівничий з Норвуда»               | The Adventure of the Norwood Builder        | 1894 | Молодому адвокату несподівано заповідає гроші літній підрядник, що запрошує його до свого дому в Норвуд. Потім відбувається пожежа, і адвоката підозрюють у вбивстві.                                 | |
| 3  | «Танцюючі чоловічки»                 | The Adventure of the Dancing Men            | 1898 (на наступний рік після «Ювілею» — Діамантового ювілею королеви Вікторії в 1897 році)              | Поміщик, який одружився з американкою, знаходить записки з дивними піктограмами — таємна писемність на думку Холмса.                                                                                  | |
| 4  | «Самотня велосипедистка»             | The Adventure of the Solitary Cyclist       | 1895, квітень-травень                                                                                   | Друзі покійного дядечка міс Вайолет наймають її, щоб вона в їх заміському будинку навчала дитину музиці. По вихідних вона їздить на велосипеді додому, і раптом помічає, що за нею стежить невідомий. | |
| 5  | «Пригода в інтернаті»                | The Adventure of the Priory School          | 1901 (так як того року 13 травня прийшлось на понеділок, і за іншими даними)                            | У заміській школі пропав син герцога, загадку допомагають вирішити заплутані сліди на болоті. | Єдине оповідання, в якому Холмс вимагає винагороди від клієнта.                                                                             |
| 6  | «Чорний Пітер»                       | The Adventure of Black Peter                | 1895 | Капітан Пітер Кері знайдений в своєму будинку пришпилених гарпуном до стіни. Список підозрюваних немалий.                                                                                             | |
| 7  | «Кінець Чарльза Огастеса Мілвертона» | The Adventure of Charles Augustus Milverton | приблизно 1899                                                                                          | Шантажист вимагає гроші у пані, і Холмс вирішує проникнути до нього в будинок, але вона вбиває злочинця і Холмс мало не виявляється «крайнім» у цій історії.                                          | У цьому оповіданні Холмс чинить злочин. |
| 8  | «Шість Наполеонів»                   | The Adventure of the Six Napoleons          | приблизно 1899 (так як 20 травня попереднього року Беппо заплатили зарплату, а це роблять по п'ятницям) | Хтось знищує гіпсові погруддя Наполеона по всьому місту. Найдивніше в цій історії те, що бюсти коштують копійки, проте злочинець заради одного з них вбиває господаря.                                | |
| 9  | «Троє студентів»                     | The Adventure of the Three Students         | 1895 | Викладач коледжу просить Холмса встановити, хто з трьох студентів вкрав з його столу відповіді на іспит і користувався ними.                                                                          | |
| 10 | «Золоте пенсне»                      | The Adventure of the Golden Pince-Nez       | 1894 | У заміському будинку помер молодий секретар, в руках у нього було затиснуте пенсне. | В оповіданні фігурують російські нігілісти.                                                                                                 |
| 11 | «Зниклий регбіст»                    | The Adventure of the Missing Three-Quarter  | приблизно 1896                                                                                          | Зникнув спортсмен, який отримав перед цим записку з невідомим змістом. Холмс намагається витрусити правду з лікаря, який постійно кудись їздить у кареті.                                             | |
| 12 | «Вбивство в Еббі-Грейндж»            | The Adventure of the Abbey Grange           | 1897 | Сер Юстас убитий, а його дружина зв'язана. Вона розповідає про трьох грабіжників, але згодом Холмс дізнається, що ніяких грабіжників не було.                                                         | Оповідання, в якому Вотсон виступає в ролі суду присяжних.                                                                                  |
| 13 | «Друга пляма»                        | The Adventure of the Second Stain           | приблизно липень 1888                                                                                   | Два міністри звертаються до Холмса з приводу зниклого документа. Підозрюваний шпигун знайдений мертвим.                                                                                               | На це оповідання натякається в «Морському договорі», написаному 11 роками раніше. Швидше за все, іноземний монарх — це кайзер Вільгельм II. |